# Ciclo Rankine orgánico
El ciclo Rankine orgánico, abreviado como CRO o ORC (por sus siglas en inglés de organic Rankine cycle), es una variedad del ciclo Rankine que utiliza un fluido de trabajo orgánico con un cambio de fase líquido a vapor o punto de ebullición que tiene lugar a temperaturas más bajas que el cambio de fase de agua a vapor. La utilización de un fluido orgánico permite la recuperación del calor de fuentes de temperatura más baja, como la combustión de biomasa, el calor residual industrial, el calor geotérmico, la energía solar de baja temperatura, etc. El calor finalmente se convierte en trabajo útil, que a su vez puede convertirse en electricidad.

## Descripción del proceso

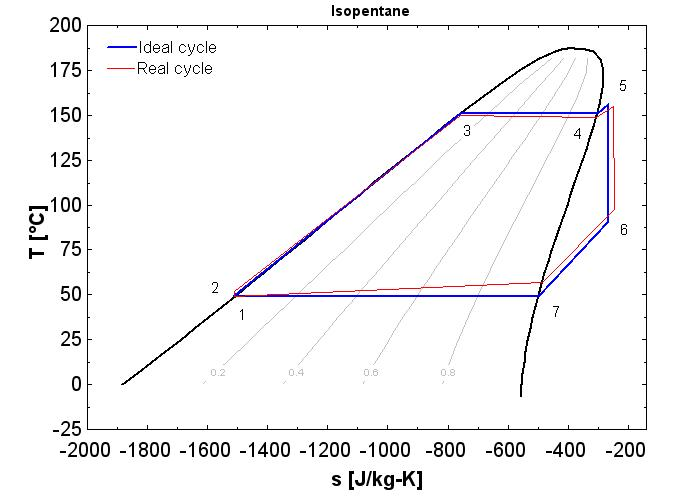
Diagrama T-s de un CRO ideal/real.

El CRO es similar al ciclo Rankine básico, pero en vez de agua se utiliza un fluido orgánico. La temperatura de operación está comprendida entre 70 °C y 300 °C. Debido a las propiedades físicas del fluido orgánico, la expansión del vapor saturado no conduce a la zona de vapor húmedo, sino que queda en la zona de vapor sobrecalentado. Para aumentar el rendimiento del ciclo, puede utilizarse un regenerador entre la turbina y el condensador. Además, puede utilizarse un economizador para recuperar el calor de los gases de escape de la caldera. Gracias a las bajas temperaturas, el aceite orgánico puede calentarse directamente en una caldera.
Puesto que no se requiere una caldera de vapor, los costes de inversión y mantenimiento son considerablemente menores que en plantas de vapor. Otra ventaja frente a turbinas de vapor convencionales es la posibilidad de operar a cargas parciales en un rango entre el 30 % y el 100 % de plena carga.[cita requerida] Los CRO son bien conocidos para aplicaciones geotérmicas, pero hay pocas aplicaciones de combustión de biomasa.[cita requerida]
Las plantas instaladas tienen potencias entre 300-400 kW, aunque hay equipos de hasta 1 MW.[cita requerida] Los costes de inversión son similares o ligeramente superiores a una planta de vapor. Sin embargo, el aumento del número de instalaciones podría lograr una reducción de los costes de producción.

## Aplicaciones de los CRO

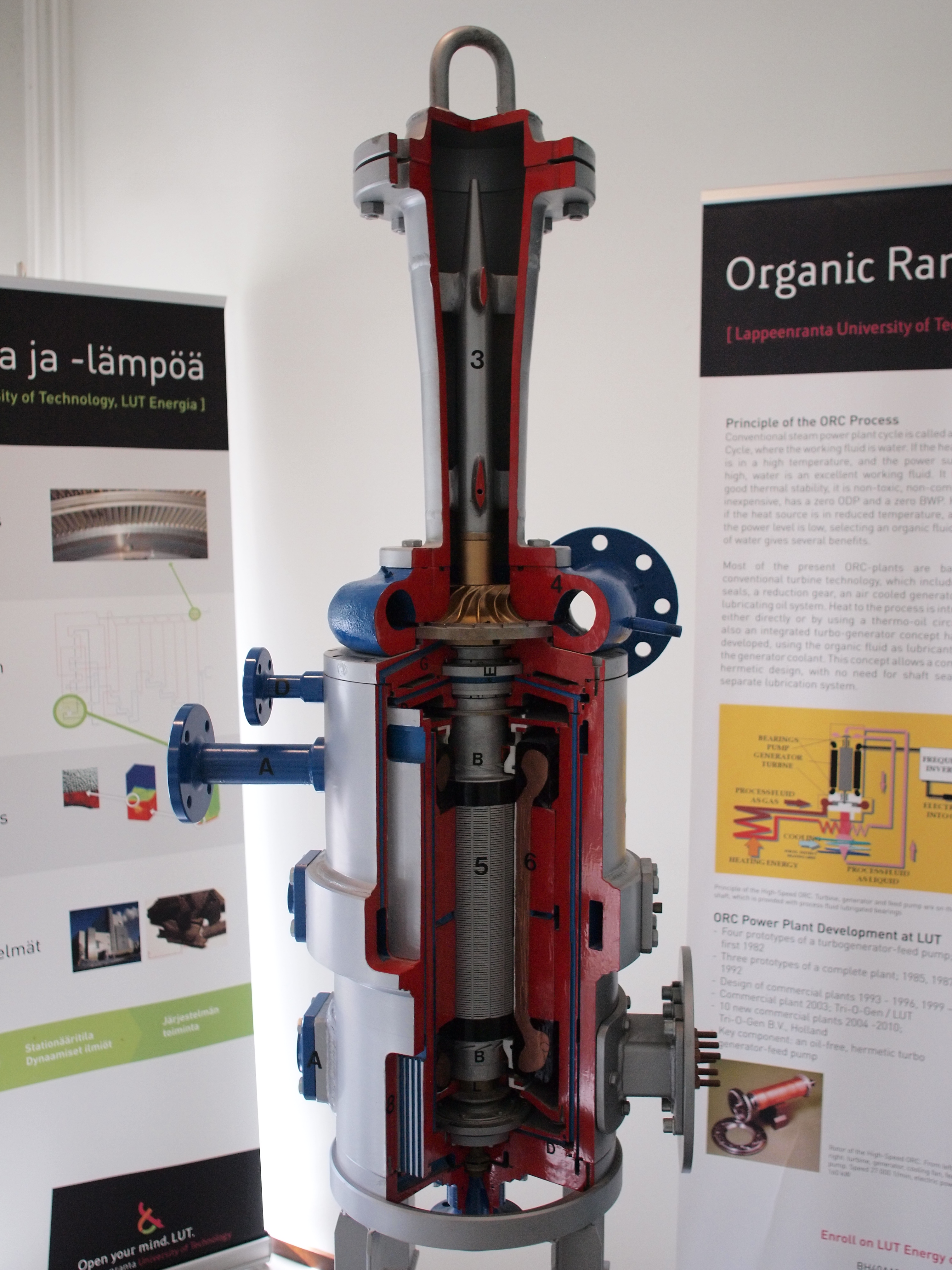
Turbogenerador de 75 kW_{e} utilizado en una planta experimental con CRO en Lappeenranta, Finlandia

La tecnología del ciclo Rankine orgánico tiene muchas aplicaciones posibles y cuenta con más de 2,7 GW de potencia instalada y 698 plantas identificadas en todo el mundo. Entre ellas, las aplicaciones más extendidas y prometedoras son las siguientes:

### Recuperación de calor residual
La recuperación de calor residual es uno de los campos de desarrollo más importantes para el ciclo de Rankine orgánico (CRO). Se puede aplicar a plantas de calor y energía (por ejemplo, una planta de cogeneración a pequeña escala en un calentador de agua doméstico), o a procesos industriales y agrícolas como la fermentación de productos orgánicos, escapes calientes de hornos (por ejemplo, hornos de cal y cemento), condensación de gases de combustión, gases de escape de vehículos, refrigeración intermedia de un compresor, condensador de un ciclo de potencia, etc.

### Bioenergía
La biomasa está disponible en todo el mundo y se puede utilizar para la producción de electricidad en centrales eléctricas de pequeña a mediana escala. El problema de los altos costes específicos de inversión para maquinaria, como las calderas de vapor, se elimina debido a las bajas presiones de trabajo las plantas CRO. Otra ventaja es la larga vida operativa de los equipos, debido a las características del fluido de trabajo que, a diferencia del vapor, no erosiona ni corroe las válvulas, las tuberías y los álabes de las turbinas. Es posible desarrollar plantas CRO eficientes de menor tamaño, lo cual es adecuado para la biomasa, dada su gran dispersión y disponibilidad en cantidades limitadas en muchas regiones del mundo.

### Energía geotérmica
La temperatura de las fuentes de calor geotérmicas varían de 50 a 350 °C. Por lo tanto, el CRO está perfectamente adaptado para este tipo de aplicación. Sin embargo, es importante tener en cuenta que para las fuentes geotérmicas de baja temperatura (< 100 °C), el rendimiento es muy bajo y depende en gran medida de la temperatura de disipación de calor (definida por la temperatura ambiente).

### Energía solar térmica
El ciclo de Rankine orgánico se puede utilizar con la tecnología de concentración de solar térmica mediante colectores cilindro-parabólicos en lugar del ciclo Rankine de vapor convencional. El CRO permite la generación de electricidad a una escala de potencia menor y a una temperatura del colector más baja. Por lo tanto, ofrece la posibilidad de desarrollar centrales solares termoeléctricas descentralizadas a pequeña escala.